# Васту-шастра
Васту-шастра (vāstu śāstra, IAST «наука будівництва», «архітектура») — традиційна індійська система архітектурного планування і дизайну. Переважно використовується в храмовій архітектурі індуїзму, але також — в скульптурі, танцях і поезії.

## Термінологія
Заснування Васту традиційно приписується мудрецю Мамуні Майян (Маха-Муні Майя) в Південній Індії, і Вішвакарман в Північній Індії.
Хоча протягом багатьох століть Васту використовувалася в основному в плануванні і дизайні культових об'єктів, починаючи з другої половини XX століття Васту все більше і більше застосовується в цивільному будівництві.

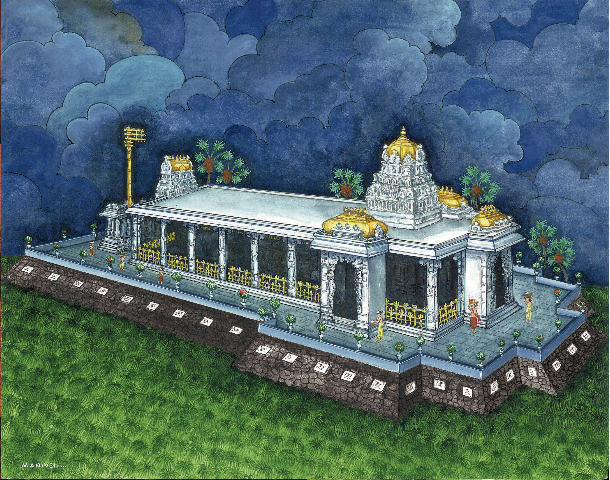
Храм Ірайван, Кауаї, Стхапаті (храмова архітектура)

Васту Шастра (Васту шастра, Васту Веда і Вастувідья, «наука про будівництво», «архітектура») є стародавнє вчення, яке складається із заповідей про те, як закони природи впливають на людські оселі. [1] Конструкції на основі спрямованого вирівнювання. Раніше застосована в індуській архітектурі, особливо для індуїстських храмів, і охоплює інші галузі, зокрема транспортні засоби, судна, меблі, скульптури, картини тощо.
Васту було відроджено в Індії в останні десятиліття, зокрема, під впливом В. Ганапаті Стапаті, який веде кампанію за відновлення традицій в сучасному індійському суспільстві з 1960 року.
У той час як Шилпа Шастра мала справу з скульптурою — форми, статуетки, ікони, фрески — Васту Шастра пов'язана насамперед з архітектурою — будинків, фортець, храмів, квартир та інших будівель.
Васту означає житлове приміщення або будинок з відповідною земельною ділянкою. [2]  Васту приймає значення «сайту або фундамент будинку, сайт, землі, будівлі або житло, садиби, будинок». Основний корінь вас « жити, перебування, дотримуватися». [3] Термін шастра, вільно перекладається як «наука, вчення». Крім того, деякі кажуть, що Васту був одним з найбільших архітекторів і експертів містобудування за всю історію Індії, який жив 2000 років тому. Цар послав його для планування і створення міста.

## Основні поняття
Є багато принципів Васту Шастра. Наведено лише кілька, які включають певні математичні розрахунки — Maana використовується для пропорцій в будівництві і Aayaadi вказує умови для максимального благополуччя і вигоди для мешканців будівлі. Нижче наведені деякі з основних теорій в Васту шастра.

## П'ять елементів
Згідно Васту шастрі, світ складається з п'яти основних елементів, відомих як панча махабхута. Одна з восьми планет, наша має життя через наявність і баланс цих п'яти елементів. П'ять елементів полягають у наступному:
- Земля (Бхумі) — третя планета в порядку від Сонця, це великий магніт з північним і південним полюсами як центрів пам'яток. Його магнітне поле і сила тяжіння робить значний вплив на все на Землі, живе й неживе.
- Вода (Джал) — представлено як дощ, річка, море і в вигляді рідкої, твердої (лід) і газу (пари, хмари). Вона є складовою частиною кожної рослини і тварини. Наша кров в основному вода.
- Повітря (Вайю) — у житті опорний елемент, повітря є дуже потужним джерелом життя. Людини фізичних величин комфорту безпосередньо і чуйно залежить від правильної вологості, повітряного потоку, температури повітря, атмосферного тиску, складу повітря і його змісту.
- Вогонь (Агні) — це світло і тепло на які припадає день, ніч, пори року, енергія, ентузіазм, пристрасть і силу.
- Простір (Акаша) — Акаша надає притулок усім перерахованим вище елементам. Він також вважається основним провідником усіх джерел енергії в універсальному контексті — фізичні енергії, такі як звук і світло, соціальної енергії, такі як психологічні та емоційні і когнітивні енергії, такі як інтелект та інтуїція.

Існує невидима і постійні відносини між усіма п'ятьма елементами. Таким чином, людина може поліпшити їхні умови, належним чином їх проектуванні будинків на основі розуміння ефективності цих п'яти природних сил. Васту Шастра поєднує в собі всі п'ять елементів природи і врівноважує їх з людиною і матеріалом. Він використовує переваги дарував п'яти елементів природи, щоб створити сприятливі умови життя та праці полегшуючи тим самим духовну успішність і прокладаючи шлях для поліпшення здоров'я, багатства, процвітання і щастя.
У індійській архітектурі, житло саме по собі є святинею. Головна називають манушьялая, буквально, «Храм Людини». Це не просто притулок для людини, щоб відпочити і поїсти. Концепція дизайну будинку така ж, як для проектування храму, настільки священним і духовним є двома просторами. «Відкритий двір» система власної розробки була національним візерунком в Індії до західних моделей були введені. Наказ вводиться в «вбудований простір» рахунків для створення духовній атмосфері, необхідні для мешканця насолоджуватися духовної успішності і матеріального добробуту і процвітання. Праворуч показаний типове планування квадратний будинок, з сіткою 9х9 = 81 квадратів, призначений для сім'ї осіб (для вчених, художників і йог сіткою 8x8 = 64 призначають).
Простір, який займає центр 3x3 = 9 квадратів називається Брахмастханам, що означає «ядерна енергія». Слід мати незабудовану ділянку просто неба, щоб мати контакт з космічним простором (акаша). Це центральний двір уподібнюється легеням людського тіла. Це не як житло. Релігійні та культурні заходи можуть бути проведені тут, такі як ягьі (вогненні ритуали), музичні і танцювальні вистави та весілля. Ряд квадратів, що  оточуали Brahmasthanam є проходом. Кути простору, який займає 2x2 = 4 квадрата, номери з конкретними цілями. Квартал на північному сході називається Isanya, південно-Агні, південному заході і північному заході Niruthi Вайю. Кажуть, що вони володіють якостями чотирьох відповідних напівбогів або богів : Іса, Агні, Вайю і Нірруті.
Відповідно, з належною повагою до екологічності з тонкими силами духу — ті простори (квартали) розподілені наступним чином: північно-східний для домашньої святині, Південно-Східну для кухні, південний захід для спальні та північному заході для зберігання зерна. Просторах, що лежать між кутку зони, вимірювальні 4x6 = 24 квадратів (6 з кожного боку), це ті, на півночі, сході, півдні і заході. Вони призначені для кількох цілей.

### Васту Пуруша Мандала

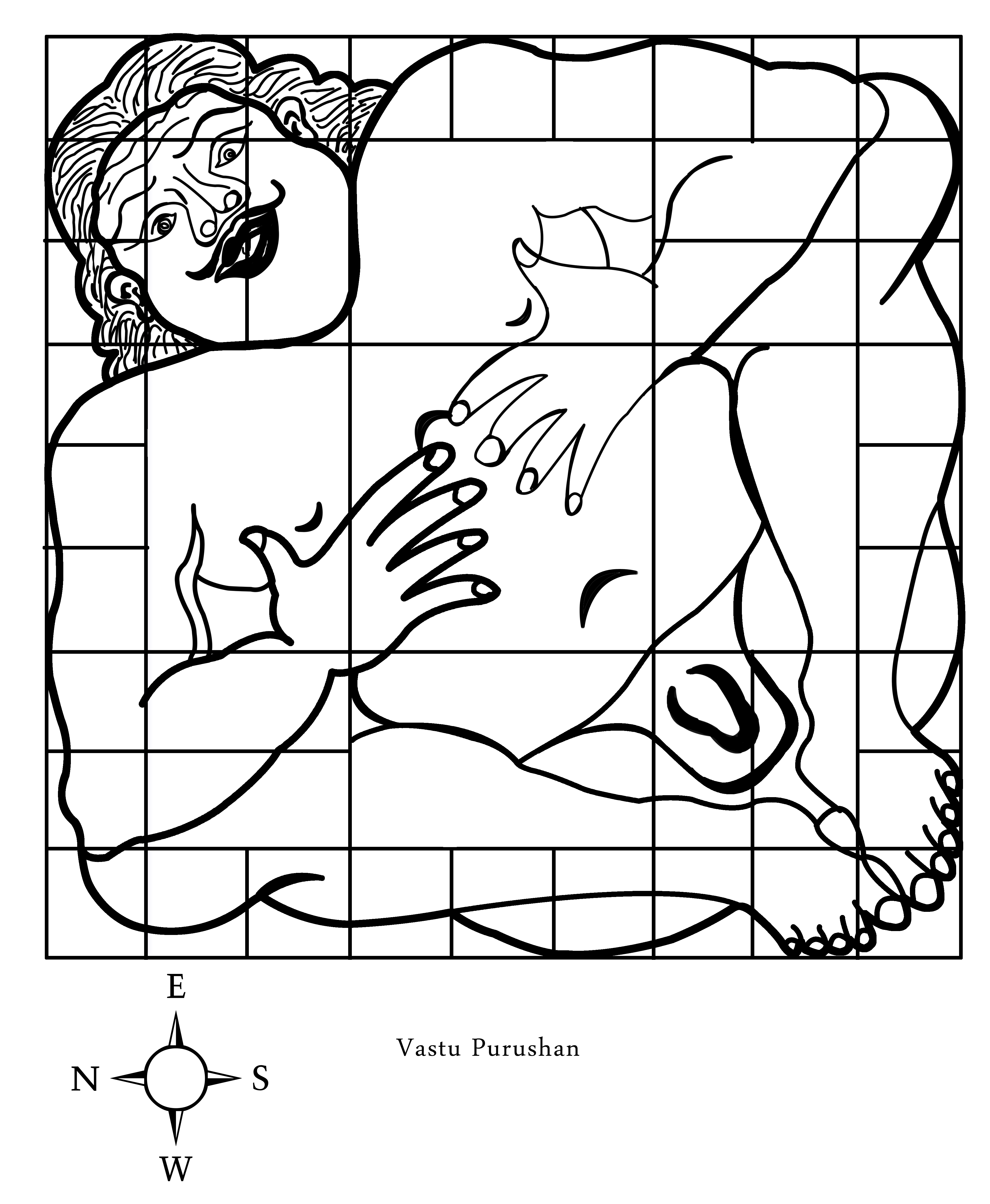
Концепція Васту Пуруша

Васту Пуруша Мандала є невід'ємною частиною Васту Шастра і являє собою математичну та діаграмну основу для створення дизайну. Це метафізичний план будівлі, яке містить у собі тіла і надприродні сили. Пуруша відноситься до енергії, сили, духу, або космічної людини. Мандала це загальна назва для будь-який план або схема, яка символічно представляє космос.
У ведичній космології поверхня Землі представлена у вигляді сфери, а не як плоска поверхня. «Люди, які знаходяться на поверхні землі кола» [Рігведа 1,33 0,8]. Проте в контексті землі як вдома вона представляється як чотирикутний з посиланням на горизонті відносин зі сходом і заходом сонця, Північ і Південь. Вона називається Чатурбхуджі (чотирикутний) і представлений у вигляді Прітхві Мандали. Гороскопи також представляти в квадратному плані положення Сонця, Місяця, планет і зодіакальних сузір'їв з посиланням на місце конкретної людини і час народження.
Легенда про Васту Пуруша має такий зміст. Після того, як безформенна істота заблокувала небо від землі і Брахму з багатьма іншими богами заманили його на землю. Цей інцидент графічно зображено в Васту Пуруша Мандала з частинами виділив ієрархічно кожному божеству залежно від їх внеску і позицій. Брахма займав центральну частину — Брахмастхана та інші боги були розподілені по концентричній моделі. Є 45 богів у всіх в тому числі 32 зовнішніх божества.
- Північ — Кубера — бог багатства (Фінанси)
- Південь — Яма — бог смерті (знищення)
- Схід — Індра — сонячне божество-Адітья (Бачити світ)
- Захід — Варуна — бог води (фізичний)
- Північний схід — Ішанья — Шива
- Південний схід — Агні — вогняного божества — Агні (енергогенеруючих)
- Північний захід — Ваю — бог вітрів
- Південний захід — Пітра / Найрутья, Нірутхі — предків (історія)
- Центр — Брахма — творець всесвіту (бажання)

Васту Пуруша верховне божество будь-якого сайту. Зазвичай його зображують лежачим на ній з головою на північному сході і ніг на південному заході, але він постійно змінює положення протягом року.
Васту Шастра наказує бажаних характеристик місць і будівель на основі потоку енергії, яка називається Васту Пуруша. Ранкове сонце вважається особливо корисним і очищення, проте сонце не відіграє особливу роль у шастрах. Насправді він не згадується в текстах. Жодне з небесних тіл не згадані в Шастрах, отже, вони не враховуються при правильному застосуванні принципів Васту.
Енергія розглядається переважно як така, що виходить від центру будівлі. Багато людей вважають, що воно походить від північно-східний кут, але насправді це відбувається від Брахмастхана або центру будівлі. Вона бере початок з тонкої енергією Землі називається Васту Пуруша і тонких космічних енергій (Єдине Поле) називається Васту Пуруша, які зустрічаються в центрі будівлі, а потім поширився назовні у всіх напрямках. Ці дві енергії об'єднуються і утворюють п'ять елементів, які потім розподіляються в чотири сторони. (Див. тканина Всесвіту: витоки, наслідки, і застосування Васту Васту науки і технології)
Хоча багато людей думають, що «Васту енергія» виходить з північного сходу, тобто непорозуміння. Люди також намагаються прирівняти енергію будинку з планетами. Це ще одна помилка. Васту енергії виходить від центральної частини будинку (Брахмастхана), а не зі сходу. (Пранавою Веди і Шастри). Ця енергія являє собою суміш Васту енергії, яка є тонкою енергією від землі, і Васту енергії, яка тонкої енергії від свідомості. (Див. тканина Всесвіту: витоки, наслідки, і застосування Васту науки і технологій доктор Джессі Меркай). Є багато припущень про Васту, які абсолютно не відповідають дійсності. З цих припущень люди зробили до способів «виправити Васту», продаючи янтри, кристали тощо для цієї мети. Це повністю недоречно оскільки немає ніде в шастрах, що будь-яке з цих пристроїв може виправити несправність. Як тільки людина пізнає Васту Шастра від справжнього Шілпі гуру (вчитель Васту шастри), то стає ясно, що ці ідеї просто беззмістовні.

## Типи і властивості мандали

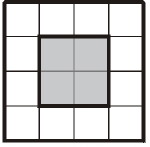
Пітха Мандала

Центральна площа у всіх мандал є Брахмастхана. Мандала «коло-кола» або «завершення», є концентрична діаграма, що має духовне і ритуальне значення і в буддизмі і індуїзмі. Простір, який вона займає, змінюється в різних мандалах — в Піта (9) і упапітха (25) він займає один квадратний модуль, в махаапітха (16), уграпітха (36) і Мандука (64), чотири квадратних модулів і в стханділа (49) і парамасааїка (81), дев'ять квадратних модулів. Піта є посилений прітхвімандала в якому, за деякими текстам, центральний простір займають землі. Стханділа мандала використовується концентричним чином.
Найбільш важливими мандалами є Парамасааїка (81 квадрат) і особливо Мандука / Чандіта (64 квадрати). Нормальне положення Васту Пуруша (голова на північному сході, ноги на південному заході) є, як показано на Парамасааїка Мандали. Проте в Мандука Мандала Васту Пуруша зображений з головою на схід і ногами обличчям до заходу.
Важливий аспектом мандал є те, що при поділі на непарне число квадратів, або аюгма, його центр складається з одного модуля або пада і при діленні на парне число квадратів або югма, її центр, що складається з точки, утвореної перетином двох перпендикулярної центральної лінії. У просторових умов, колишній Сакала або маніфест / морфного остання нішкала або непроявленого / аморфним.

### Мандала в розміщенні
Мандала використовується в плануванні сайту та архітектури за допомогою процесу, званого Пади Віньяса. Це спосіб, при якому будь-який сайт може бути розділений на решітки / модулі або пада. Залежно від положення богів розташовують різні модулі, зонують ділянки. Мандала мають точки відомі як Марма, які є життєво важливі точки енергії, на якій нічого не повинно бути побудовано. Вони визначаються певні пропорційні відносини квадратів і діагоналі.
Сайту будь-якої форми можуть бути розділені використанням пада віньяса. Сайти — кількість поділок на кожній стороні. тип мандал в назвах сайтів наведено нижче.
- Сакала (1 квадрат) відповідає ека-пада (один розділ або пада)
- Печака (4 квадрати) відповідає дві-пада (два)
- Пітха (9) відповідає трі-пада (три розділи)
- Махаапітха (16) відповідає чатуш-пада (чотири)
- Упапітха (25) відповідає панча-пада (п'ять)
- Уграпітха (36) відповідає шаштха-пада (шість)
- Стханділа (49) відповідає сапта-пада (сім)
- Мандука / Чандіта (64) відповідає ашта-пада (вісім)
- Парамасаайіка (81) відповідає нава-пада (дев'ять)
- Аасана (100) відповідає даша-пада (десять)

### Мандала в будівництві
Концепція Сакала і Нішкала застосовуються в будівлях відповідним чином. У храмах, поняття і Сакала нішкала пов'язані з двома аспектами ідеї індуїстського поклоніння — Сагунопаасана, Верховна як особистого Бога з атрибутами і Ніргунопаасана, Верховна як абсолютний дух необумовлені атрибути. Відповідно, Сакала, закінчений в самому собі, використовується для святині богів з формою (сакаламоортхі) і виконання ягйі (обряди вогню). Однак Нішкала використовується для установки ідолів без форми — nishkalamoorthy — і для сприятливого, чистий виступів. Аморфного центру вважається корисним для віруючих, будучи джерелом великої енергії. Це також може бути використана для розрахунків. У комерційних будівель, тільки непарні числа модулів, які передбачені як Нішкала або аморфного центру призведе до занадто високої концентрації енергії для людини і пасажирів. Навіть тут, Брахмастхана залишилося незабудованих з номерами організована навколо.

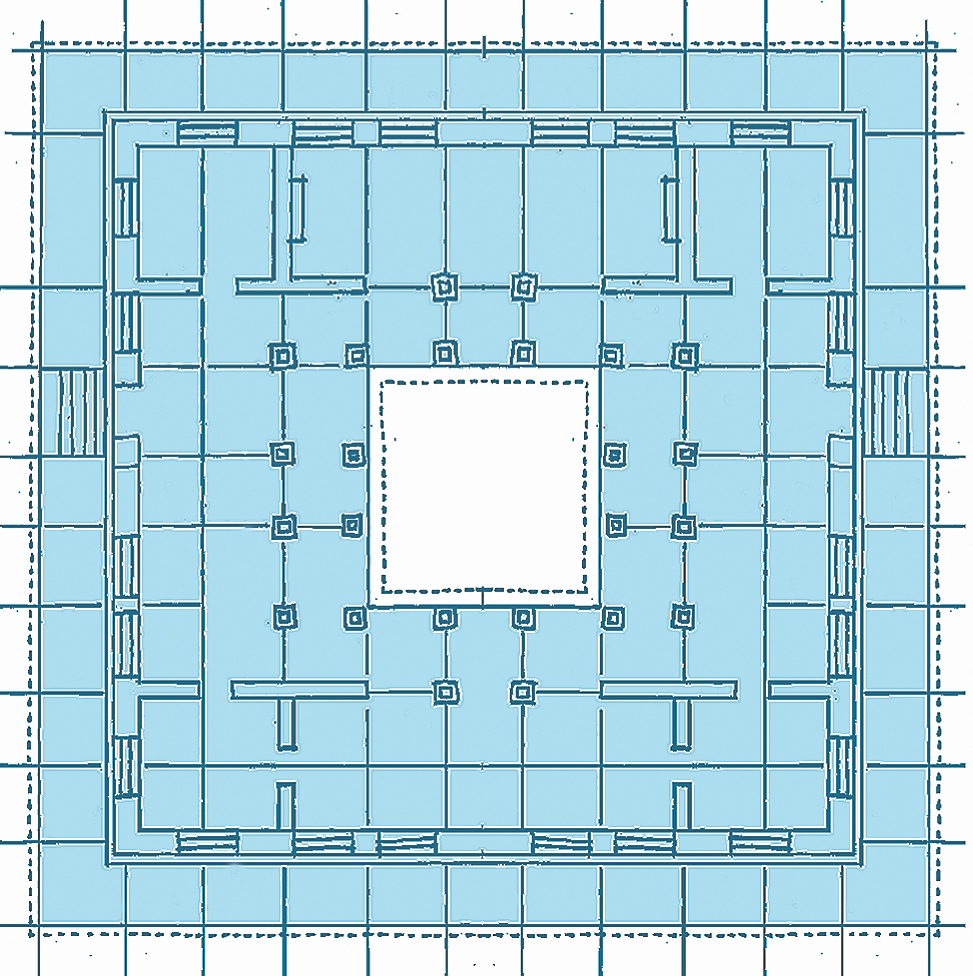
Будинок сітки з похилим дахом і відкритим двором

Відповідно до позиції, займаної богам в мандали, керівні принципи дано для зонування ділянки та розподілення кімнат в будівлі. Деякі з них є:
- Північний — Казначейство
- Північ — молитовна кімната
- Схід — ванна кімната
- Південний схід — кухня

- Південь — спальня
- Південний захід — Збройна
- Захід — їдальня
- Північний захід — корівник.

## Махавасту
Великий внесок в поширення Васту Шастри, що мають відношення до сучасної архітектури, зробив Махавасту Довідник, найбільша в світі книга по Васту, автор Васту Шастрі Кушдіп Бансал Bansal після дослідження на Васту Шастра вже більше двадцяти років, вдалося встановити зв'язок між стародавньою логікою Васту Шастра та сучасним життям. Результати його дослідження заклали не тільки основу Махавасту, але й сучасну школу думки і практики Васту Шастра.
Логіки і міркувань, що дає для Махавасту Васту Шастра переконує нові покоління для створення своїх будинків згідно Васту. Різні фахівці ретельно вивчили цю тему і знайшли велику частину своїх принципів цілком правдоподібними. Зі збільшенням популярності системи, деякі люди вибирають Васту консультації як альтернативу кар'єрі.